# Syzygium ebaloii
Syzygium ebaloii är en myrtenväxtart som beskrevs av Elmer Drew Merrill. Syzygium ebaloii ingår i släktet Syzygium och familjen myrtenväxter. Inga underarter finns listade i Catalogue of Life.